# Лин Вали (Канзас)
Лин Вали (енгл. Linn Valley) град је у америчкој савезној држави Канзас.

## Демографија
По попису из 2010. године број становника је 804, што је 242 (43,1%) становника више него 2000. године.
| Група             | 2000.       | 2010.       |
| Белци             | 521 (92,7%) | 766 (95,3%) |
| Афроамериканци    | 9 (1,6%)    | 1 (0,1%)    |
| Азијати           | 1 (0,2%)    | 3 (0,4%)    |
| Хиспаноамериканци | 20 (3,6%)   | 11 (1,4%)   |
| Укупно            | 562         | 804         |